# Ascalon (stolica tytularna)
Ascalon (łac. Diœcesis Ascalonitanus) – stolica historycznej diecezji w Cesarstwie Rzymskim (prowincja Palestina I), współcześnie w Izraelu (dzisiejszy Aszkelon). Od XV wieku katolickie biskupstwo tytularne, od 1966 nieobsadzone.

## Biskupi tytularni
| Lp. | Biskup                                 | Od                   | Do                   |
| --- | -------------------------------------- | -------------------- | -------------------- |
| 1   | Jakob Flucke OP                        | 17 grudnia 1455      | 1475                 |
| 2   | Bertrand Alberger Brocaro              | 24 września 1481     | brak danych          |
| 3   | Valentin Mohr OSB                      | 31 lipca 1606        | 21 października 1608 |
| 4   | Cornelius Gobelius                     | 14 grudnia 1609      | 5 czerwca 1611       |
| 5   | Christoph Weber                        | 8 lutego 1615        | 21 maja 1633         |
| 6   | Wolther Heinrich von Strevesdorff OESA | 1 października 1634  | 7 maja 1674          |
| 7   | François Deydier MEP                   | 25 listopada 1678    | 1 lipca 1693         |
| 8   | Alvaro Benavente                       | 20 października 1698 | 20 marca 1709        |
| 9   | Dominique-Marie Varlet                 | 17 września 1718     | 20 lutego 1719       |
| 10  | Gioacchino Maria Pontalti OCarm.       | 13 kwietnia 1767     | 19 lipca 1772        |
| 11  | Franz von Firmian                      | 20 grudnia 1773      | 17 sierpnia 1776     |
| 12  | Jean-Marie Cuchot d’Herbain            | 30 lipca 1778        | 31 października 1801 |
| 13  | Pasquale Giusti                        | 2 października 1826  | brak danych          |
| 14  | Ignazio de’ Bisogno                    | 28 września 1849     | 1865                 |
| 15  | Johann Meurin SJ                       | 4 czerwca 1867       | 15 września 1887     |
| 16  | Domenico Maria Valensise               | 1 czerwca 1888       | 7 marca 1891         |
| 17  | Francis Mostyn                         | 4 lipca 1895         | 14 maja 1898         |
|     | Alejandro Cañál OP                     | 23 października 1898 | 23 listopada 1898    |
| 18  | Luigi Finoja                           | 19 września 1899     | 2 czerwca 1900       |
| 19  | Giovanni Régine                        | 9 czerwca 1902       | 4 października 1902  |
| 20  | Isidoro Badía y Sarradell              | 26 stycznia 1903     | 27 lipca 1917        |
| 21  | Wojciech Owczarek                      | 29 lipca 1918        | 30 września 1938     |
| 22  | Paul-Laurent-Jean-Louis Mazé SSCC      | 8 listopada 1938     | 21 czerwca 1966      |